# 村上恵梨
村上 恵梨（むらかみ えり、1982年5月23日 - 2007年7月8日）は、日本のタレント、グラビアアイドル。本名は村上恵梨子（むらかみえりこ）。サッポロビールやユニチカなどのイメージガールを歴任した。

## 人物

### 経歴
愛知県一宮市出身。
2002年（平成14年）以降、テレビやラジオ、雑誌など各種メディアに多く出演。2003年にはサッポロビールキャンペーンガールを務めた。
2004年（平成16年）には芸能人女子フットサルチーム「HbG」に所属し、『お台場カップ』に出場している。また、同年からの2年間はユニチカマスコットガールを務めた。
その後はメディア出演が徐々に減り、司会を務めていたテレビ番組『パチンコNOW TV2』も2006年（平成18年）3月に降板。以降のレギュラー出演は情報サイト『あいちまDrive』のみとなっていた。
2006年（平成18年）11月頃から腹痛を自覚するようになったが、診療を受けることなく我慢していた。同年12月には、バリ島で撮影したDVDの発売会見を行い、女優志願の抱負などを語っていたものの、痛みは治まらなかった。
2007年（平成19年）1月になって地元・愛知県の病院を受診、しばらくは原因不明で、後に「盲腸癌（低分化腺癌）」と診断された。直ちに腫瘍の摘出手術を受けたものの、癌は肺や胃などにも転移しており、およそ半年間の闘病を経て、同年7月8日午前2時に逝去。25歳没。
同12日、所属事務所だったセントラルジャパンが村上の病名と死亡を公表。「最期は苦しむことなく、眠る様に静かに息を引き取った」とした。葬儀は遺族の意向により近親者のみで密葬の形で執り行われた。

### 家族・趣味・特技
趣味は読書・テニス・水泳だった。
3歳年上だった姉・祐美は書道を特技としており、書道家「村上史游（むらかみしゆう）」として活動している。
村上史游名義での祐美のオフィシャルサイトには、恵梨の逝去後に宙羽（そらはね）という題名の誌で、恵梨への思いを綴っている。
恵梨も祐美と同じく書道が特技で、二段の実力だった。

## 主な出演

### TV
- 完売劇場（2003年、テレビ朝日）
- 水着少女（2004年、テレビ東京）
- EURO2004ユーロガールズ（2004年、WOWOW）
- 情報新惑星（2004年、BS日テレ）リポーター
- 渋谷スタイル（テレビ東京）
- 初体験天使〜バージンエンジェル〜（2004年4月5日・4月12日、名古屋テレビ）
- エンタ!SELECTION（2004年5月 - 2005年3月、エンタ!371）
- パチンコNOWTV2（2004年4月 - 2006年3月、CBC）

### 広告・CM
- サッポロビール 北海道生搾り 第3弾 『富良野編』（2003年）
- 豊田通商「The Seasons Wind Court」（2006年）

ほか

### PV
- 愛と欲望の日々 / サザンオールスターズ（2004年）
- SUNSHINE / Hi-Timez（2005年）

### WEB
- あいちまDrive

### 写真集
- innocence（2003年2月、彩文館出版、撮影：松田忠雄）ISBN 4775600028
- split（2004年1月18日、ワニブックス、撮影：橋本雅司）ISBN 4847027906
- Love Struck（2005年3月25日、ぶんか社、撮影：横木安良夫）ISBN 4821126532

### ビデオ・DVD
- ファーストDVD （2003年、ポニーキャニオン）
- eyes（2004年、ポニーキャニオン）
- deep in （2005年、ぶんか社）
- TWO FACE （2005年、GPミュージアム）
- ういごころ （2006年11月、エアーコントロール）